# Nkog-Loum
Pour les articles homonymes, voir Loum (homonymie).
Nkog-Loum ou Nkok-Loum est un village de la région du Centre du Cameroun, situé dans la commune de Bot-Makak. 

## Population et développement
En 1962, la population de Nkog-Loum était de 260 habitants. La population de Nkog-Loum était de 397 habitants, lors du recensement de 2005. La population est constituée pour l’essentiel de Bassa.  